# Futebol nos Jogos Olímpicos de Verão de 1996
O torneio de futebol nos Jogos Olímpicos de Verão de 1996 foi realizado entre 20 de julho e 3 de agosto de 1996 nos Estados Unidos. As partidas foram realizadas em Birmingham, Washington, D.C., Orlando, Miami e Athens. Pela primeira vez o torneio feminino foi disputado em Jogos Olímpicos.

## Sedes
| Athens                             | Miami                                | Birmingham                      | Washington, D.C.                                      | Orlando                        |
| ---------------------------------- | ------------------------------------ | ------------------------------- | ----------------------------------------------------- | ------------------------------ |
| Sanford Stadium Capacidade: 92.746 | Miami Orange Bowl Capacidade: 74.476 | Legion Field Capacidade: 71.594 | Robert F. Kennedy Memorial Stadium Capacidade: 56.692 | Citrus Bowl Capacidade: 52.000 |
|                                    |                                      |                                 |                                                       |                                |

## Medalhistas
| Evento             | Ouro | Prata | Bronze |
| ------------------ | --- | --- | --- |
| Masculino detalhes | Daniel Amokachi Emmanuel Amuneke Tijani Babangida Celestine Babayaro Emmanuel Babayaro Teslim Fatusi Victor Ikpeba Dosu Joseph Nwankwo Kanu Garba Lawal Abiodun Obafemi Kingsley Obiekwu Uche Okechukwu Jay-Jay Okocha Sunday Oliseh Mobi Oparaku Wilson Oruma Taribo West NGR Nigéria | Matías Almeyda Roberto Ayala Christian Bassedas Carlos Bossio Pablo Cavallero José Chamot Hernán Crespo Marcelo Delgado Marcelo Gallardo Claudio López Gustavo López Hugo Morales Ariel Ortega Pablo Paz Mauricio Pineda Roberto Sensini Diego Simeone Javier Zanetti ARG Argentina | Dida Zé Maria Aldair Ronaldo Guiaro Flávio Conceição Roberto Carlos Bebeto Amaral Juninho Rivaldo Sávio Danrlei Narciso André Luiz Zé Elias Marcelinho Paulista Luizão Ronaldo BRA Brasil                                                                             |
| Feminino detalhes  | Mary Harvey Cindy Parlow Carla Overbeck Tiffany Roberts Brandi Chastain Staci Wilson Shannon MacMillan Mia Hamm Michelle Akers-Stahl Julie Foudy Carin Jennings-Gabarra Kristine Lilly Joy Fawcett Tisha Venturini Tiffeny Milbrett Briana Scurry USA Estados Unidos                   | Zhong Honglian Wang Liping Fan Yunjie Yu Hongqi Xie Huilin Zhao Lihong Wei Haiying Shui Qingxia Sun Wen Liu Ailing Sun Qingmei Wen Lirong Liu Ying Chen Yufeng Shi Guihong Gao Hong CHN China                                                                                       | Bente Nordby Agnete Carlsen Gro Espeseth Nina Nymark Andersen Merete Myklebust Hege Riise Anne Nymark Andersen Heidi Støre Marianne Pettersen Linda Medalen Brit Sandaune Tina Svensson Tone Haugen Trine Tangeraas Ann Kristin Aarønes Tone Gunn Frustøl NOR Noruega |

## Quadro de medalhas
| Ordem | País               | Medalha de ouro | Medalha de prata | Medalha de bronze |   | Ordem por total |
| ----- | ------------------ | --------------- | ---------------- | ----------------- | - | --------------- |
| 1     | USA Estados Unidos | 1               |                  |                   | 1 | 1               |
| 1     | NGR Nigéria        | 1               |                  |                   | 1 | 1               |
| 3     | ARG Argentina      |                 | 1                |                   | 1 | 1               |
| 3     | CHN China          |                 | 1                |                   | 1 | 1               |
| 5     | BRA Brasil         |                 |                  | 1                 | 1 | 1               |
| 5     | NOR Noruega        |                 |                  | 1                 | 1 | 1               |
| TOTAL | TOTAL              | 2               | 2                | 2                 | 6 | —               |